# Conscience (Quartiere Coffee)
Conscience è il quarto album in studio del gruppo musicale reggae italiano Quartiere Coffee, pubblicato il 5 maggio 2017.
L'album è l'unico del gruppo senza la presenza del cantante Kg Man, sostituito nel ruolo da Rootman.

## Tracce
1. Conscience (feat. Rootsman I) – 3:59
2. We Are – 4:06
3. In Jamaica – 3:44
4. Illusion (feat. Utan Green) – 3:40
5. Hey Girl (feat. Mistilla) – 3:19
6. Take Care – 3:38
7. Healing of the Nations – 3:01
8. Sometimes – 3:37
9. Welcome! – 2:59
10. Road to Zion – 3:29

Durata totale: 35:32